# Dračevica
Dračevica is een plaats in de gemeente Nerežišća in de Kroatische provincie Split-Dalmatië. De plaats telt 96 inwoners (2001).